# Kimberly Hyacinthe
Kimberly Hyacinthe (29 marzo 1989) è una velocista canadese.

## Palmarès
| Anno | Manifestazione      | Sede      | Evento      | Risultato  | Prestazione | Note                          |
| ---- | ------------------- | --------- | ----------- | ---------- | ----------- | ----------------------------- |
| 2005 | Mondiali allievi    | Marrakech | 100 m piani | Semifinale | 12"02       |                               |
| 2005 | Mondiali allievi    | Marrakech | 200 m piani | Semifinale | 24"04       |                               |
| 2005 | Mondiali allievi    | Marrakech | 4x400 m     | Batteria   | 2'12"89     |                               |
| 2008 | Mondiali juniores   | Bydgoszcz | 200 m piani | Semifinale | 23"81       |                               |
| 2008 | Mondiali juniores   | Bydgoszcz | 4x100 m     | Batteria   | 45"66       |                               |
| 2009 | Universiadi         | Belgrado  | 200 m piani | 6ª         | 23"66       |                               |
| 2009 | Universiadi         | Belgrado  | 4x400 m     | Oro        | 3'33"09     |                               |
| 2011 | Universiadi         | Shenzhen  | 200 m piani | Semifinale | 23"90       |                               |
| 2011 | Mondiali            | Taegu     | 200 m piani | Batteria   | 23"83       |                               |
| 2013 | Universiadi         | Kazan'    | 200 m piani | Oro        | 22"78       | Miglior prestazione personale |
| 2013 | Mondiali            | Mosca     | 200 m piani | Semifinale | 23"12       |                               |
| 2013 | Mondiali            | Mosca     | 4×100 m     | 6ª         | 43"28       |                               |
| 2014 | World Relays        | Nassau    | 4×100 m     | 9ª         | 43"33       |                               |
| 2014 | Commonwealth        | Glasgow   | 200 m piani | 7ª         | 23"11       |                               |
| 2014 | Commonwealth        | Glasgow   | 4×100 m     | 4ª         | 43"33       |                               |
| 2015 | World Relays        | Nassau    | 4×100 m     | 4ª         | 42"85       | Record nazionale              |
| 2015 | Giochi panamericani | Toronto   | 200 m piani | 6ª         | 23"28       |                               |
| 2015 | Giochi panamericani | Toronto   | 4×100 m     | Bronzo     | 43"00       |                               |
| 2015 | Mondiali            | Pechino   | 100 m piani | Batteria   | 11"54       |                               |
| 2015 | Mondiali            | Pechino   | 200 m piani | Semifinale | 23"07       |                               |
| 2015 | Mondiali            | Pechino   | 4×100 m     | 6ª         | 43"05       |                               |